# Mölndal (gemeente)
Mölndal is een Zweedse gemeente die gedeeltelijk in Halland en gedeeltelijk in Västergötland ligt. De gemeente behoort tot de provincie Västra Götalands län. Ze heeft een totale oppervlakte van 153,2 km² en telde 57.752 inwoners in 2004.

## Plaatsen
Mölndal (plaats) - Lindome - Kållered - Hällesåker - Tulebo - Barnsjöområdet - Inseros - Greggered - Hassungared en Högaliden -